# Wasserburg Schloß-Nauses

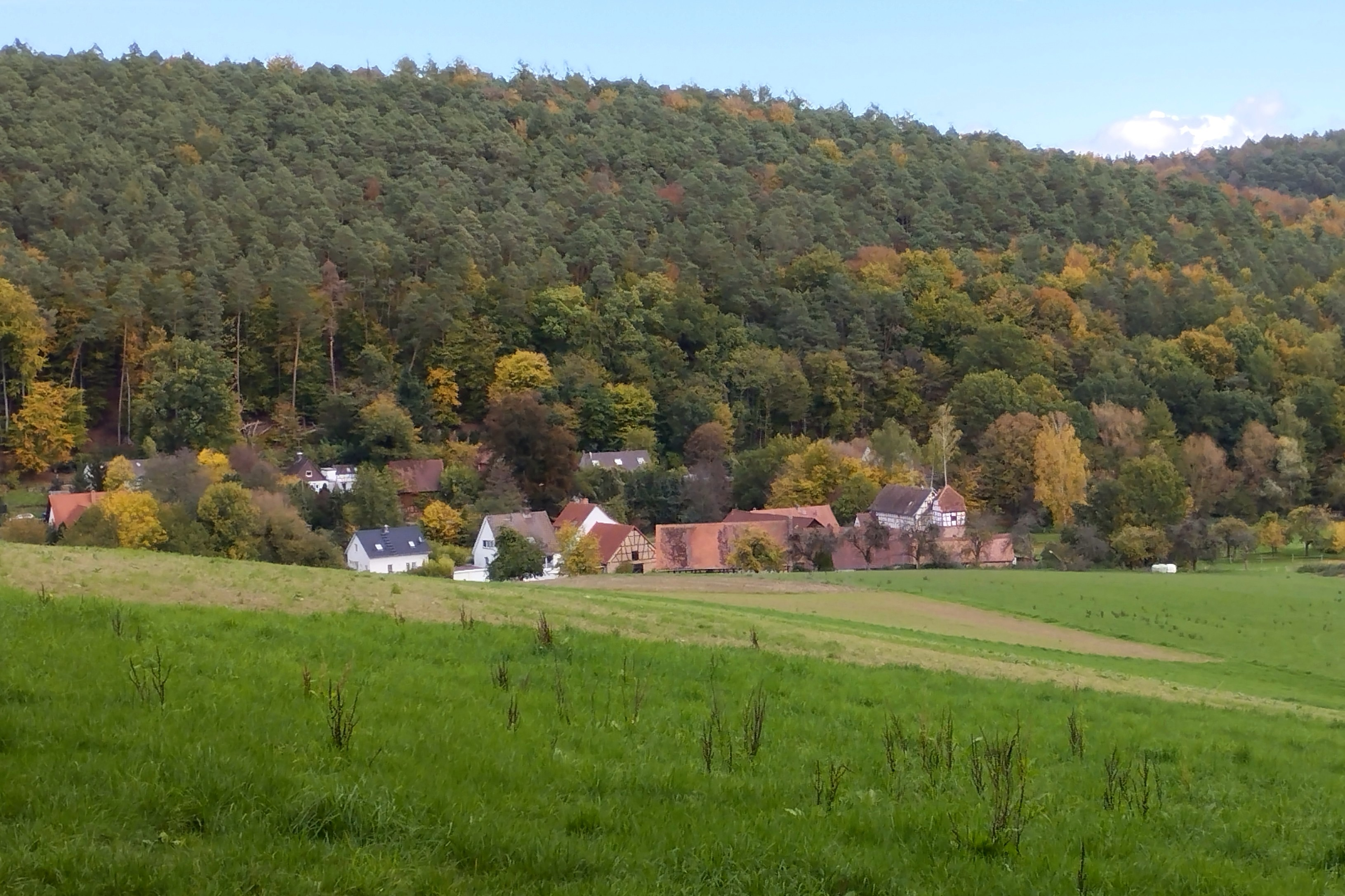
Ortsteil Schloß-Nauses (2022)

Die Wasserburg Schloß-Nauses befindet sich in der Gemeinde Otzberg im südhessischen Landkreis Darmstadt-Dieburg in einem Tal bei etwa 170 m über NN südöstlich des Otzbergs. Nahe der Wasserburg liegen die Örtchen Schloß-Nauses und Ober-Nauses.

## Geschichte

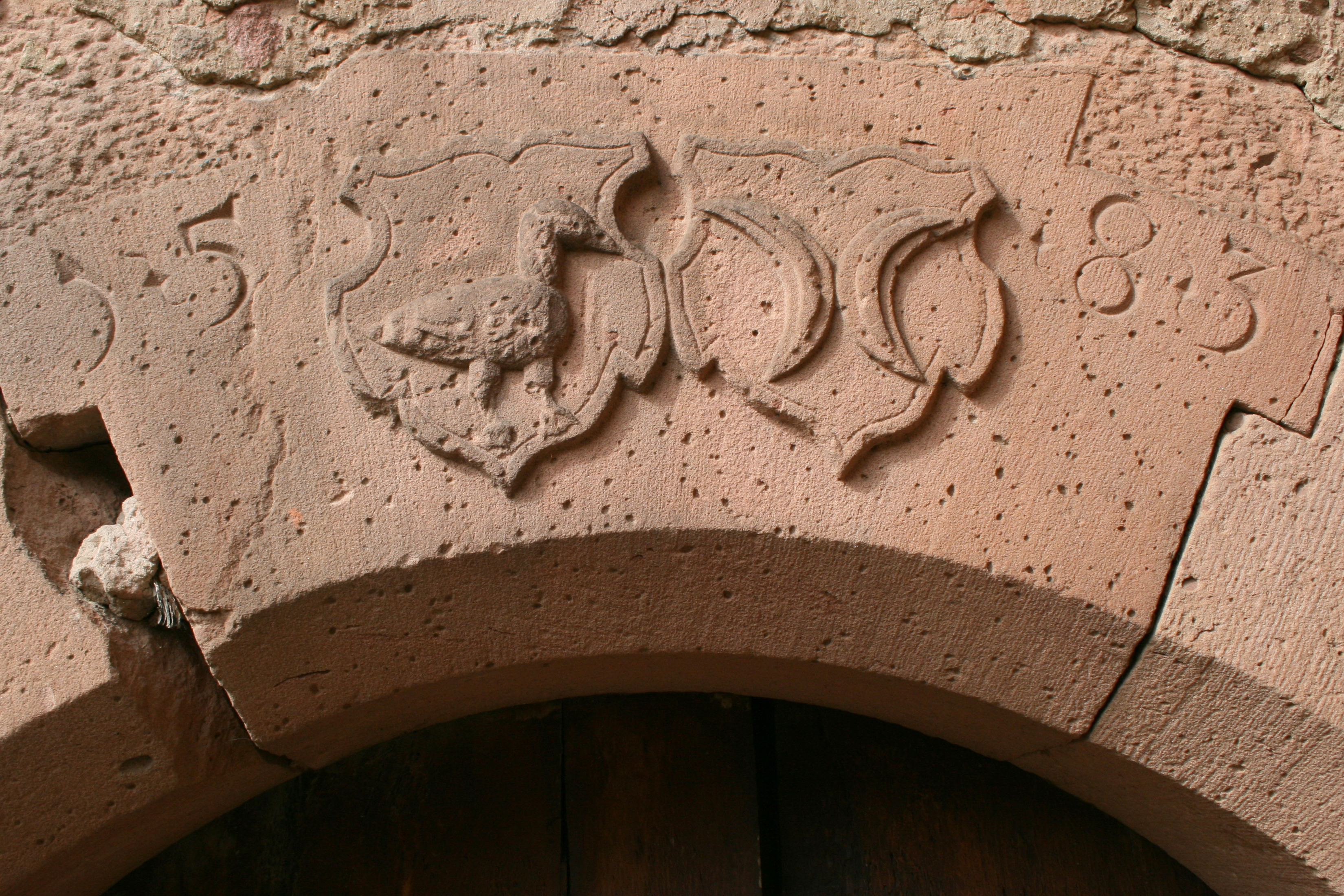
Allianzwappen der Schelme von Bergen (rechts, heraldisch links) und der Gans von Otzberg (links) am Treppenturm des Hauptgebäudes.

766 kam das Gebiet um den Otzberg, wozu auch Nauses gehört, durch eine Schenkung König Pippins an die Abtei Fulda.
Im 14. Jahrhundert besaß Ritter Kilian das Dorf Ober-Nauses sowie Güter zu Nieder-Nauses als fuldisches Lehen und hatte für den Schutz der Besitzgüter eine Burg erbaut oder eine ältere Anlage übernommen. Die Burg war als Talsperre gegen das Mümlingtal gerichtet. 1357 erwarb Diether Gans von Otzberg den Besitz. Nach Beendigung der Lehnshoheit der Pfalzgrafen erhielt 1471 Philipp Gans II. von Otzberg Sloßlin Nuwses von Pfalzgraf Friedrich I. als Lehen. Dies ist die erste urkundliche Erwähnung von Schloß-Nauses. Er erneuerte die Anlage und ließ gegen Ende des 15. Jahrhunderts die noch heute bestehenden Gebäude errichten.
Nach dem Aussterben der Gans von Otzberg kam 1698 die Burg an die Freiherrn von Sickingen, welche sie 1792 den Fürsten von Löwenstein-Wertheim-Rosenberg überließen. 1806 fiel sie durch den Reichsdeputationshauptschluss an Hessen-Darmstadt.
Heute befindet sich Schloß-Nauses in Privatbesitz. Die Besitzer betrieben dort eine Gastwirtschaft, die aber Stand November 2018 schon länger geschlossen ist.

## Baubeschreibung

Lageplan des Schloß-Nauses

Ursprünglich wurde das Schloss Nauses als Wasserburg angelegt, die von dem im Talgrund direkt daneben vorbeifließenden Bach gespeist wurde. Die in etwa trapezförmige Anlage mit Seitenlängen von 26 m × 32 m war von einer Ringmauer, knapp 5 Meter hoch und 0,85 m mächtig und einem Wassergraben umgeben, allerdings ist von den Wehranlagen, Gräben und den Wirtschaftsgebäuden nichts mehr zu sehen (nur den Ansatz der Ringmauer am Torturm). Das Haupthaus (Herrenhaus) und der Torturm sind noch erhalten. Die vorhandenen Nebengebäude wurden im 19. und 20. Jahrhundert errichtet. Die Reste sind jedoch ein gutes Beispiel eines spätmittelalterlichen Niederadelssitzes.

### Herrenhaus
Das schmale rechteckige Haupthaus (Herrenhaus) wurde im 15. Jahrhundert erbaut und erhebt sich auf einem sehr hohen, massiv aufgemauerten Sockel- und Erdgeschoss, während das Obergeschoss in Fachwerk ausgeführt ist (um 1500).
An der südlichen Giebelseite des Herrenhauses ist ein Erker vorgebaut, in dessen Erdgeschoss ein originales dreiteiliges Fenster aus der Gründerzeit erhalten ist.
1583 wurde ein halbrunder Treppenturm an das Herrenhaus angefügt. Über seinem Eingang, der als Rundbogen ausgeführt wurde, befindet sich der Wappenschild der Gans von Otzberg und der Schelme von Bergen mit Jahresangabe.
Das früher hohe Satteldach wurde um 1900 abgeflacht.

Das Herrenhaus
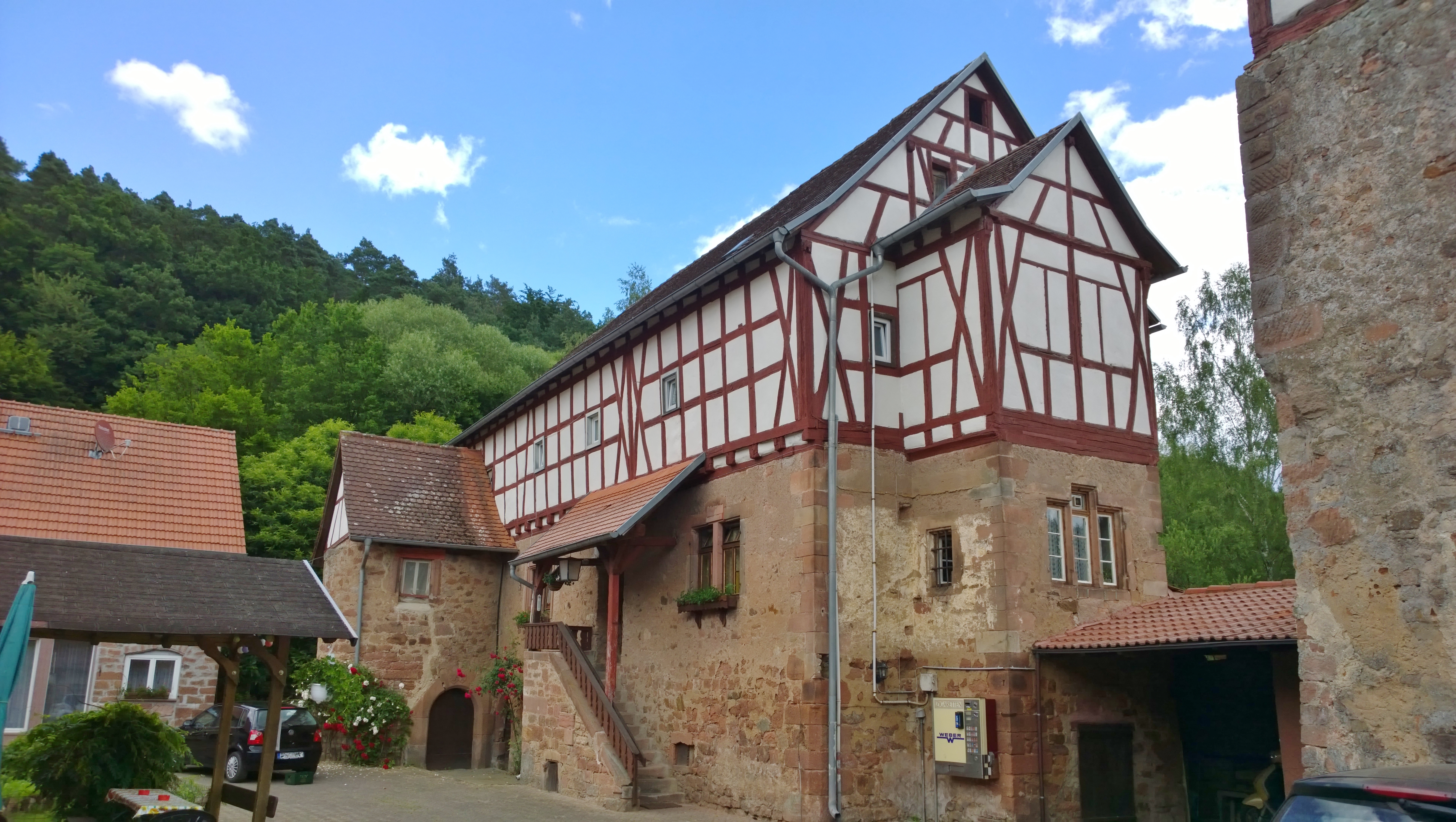
Das Herrenhaus
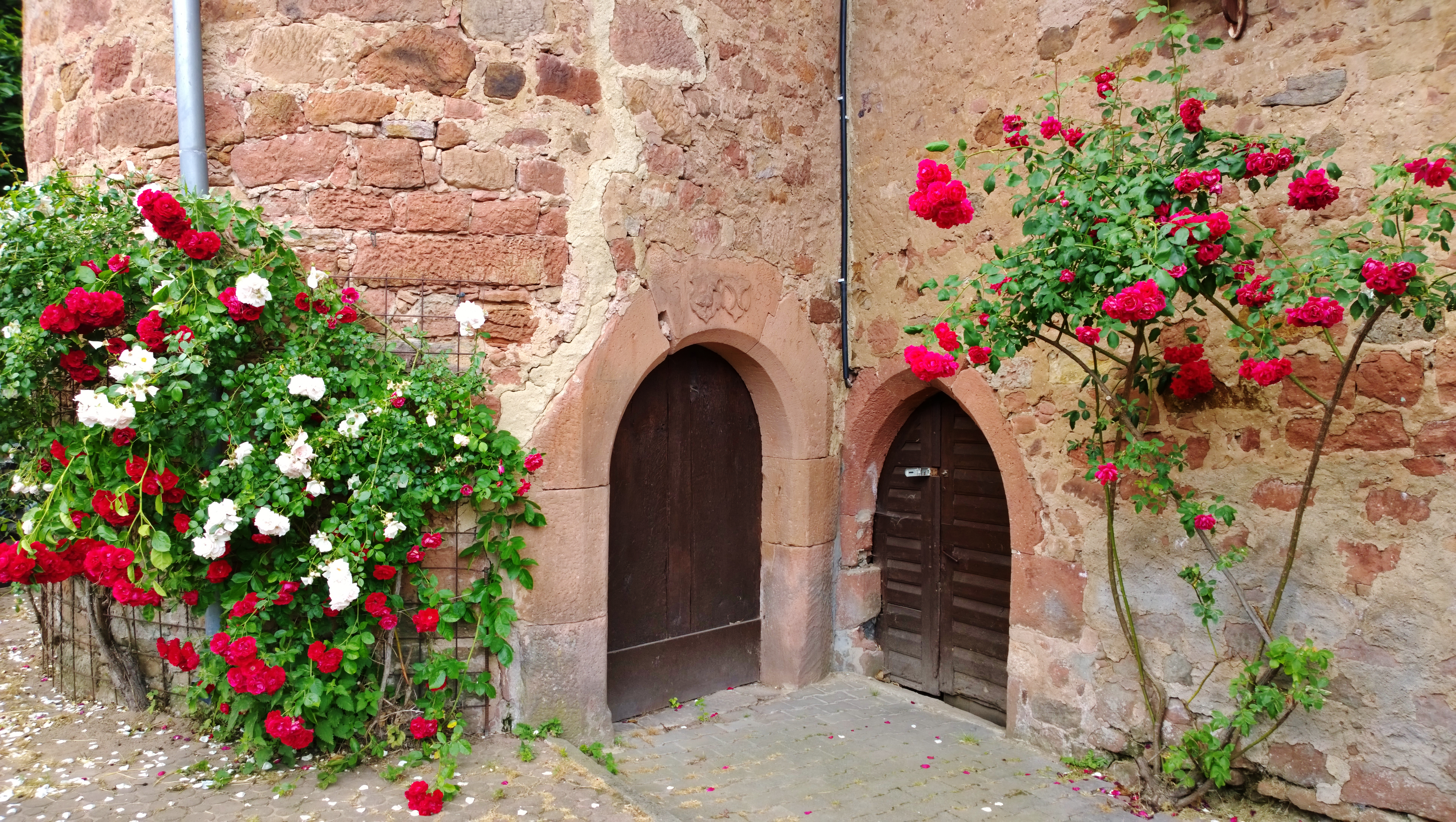
Eingangsecke: li. Treppenturm mit Doppelwappen, re. Gewölbekeller
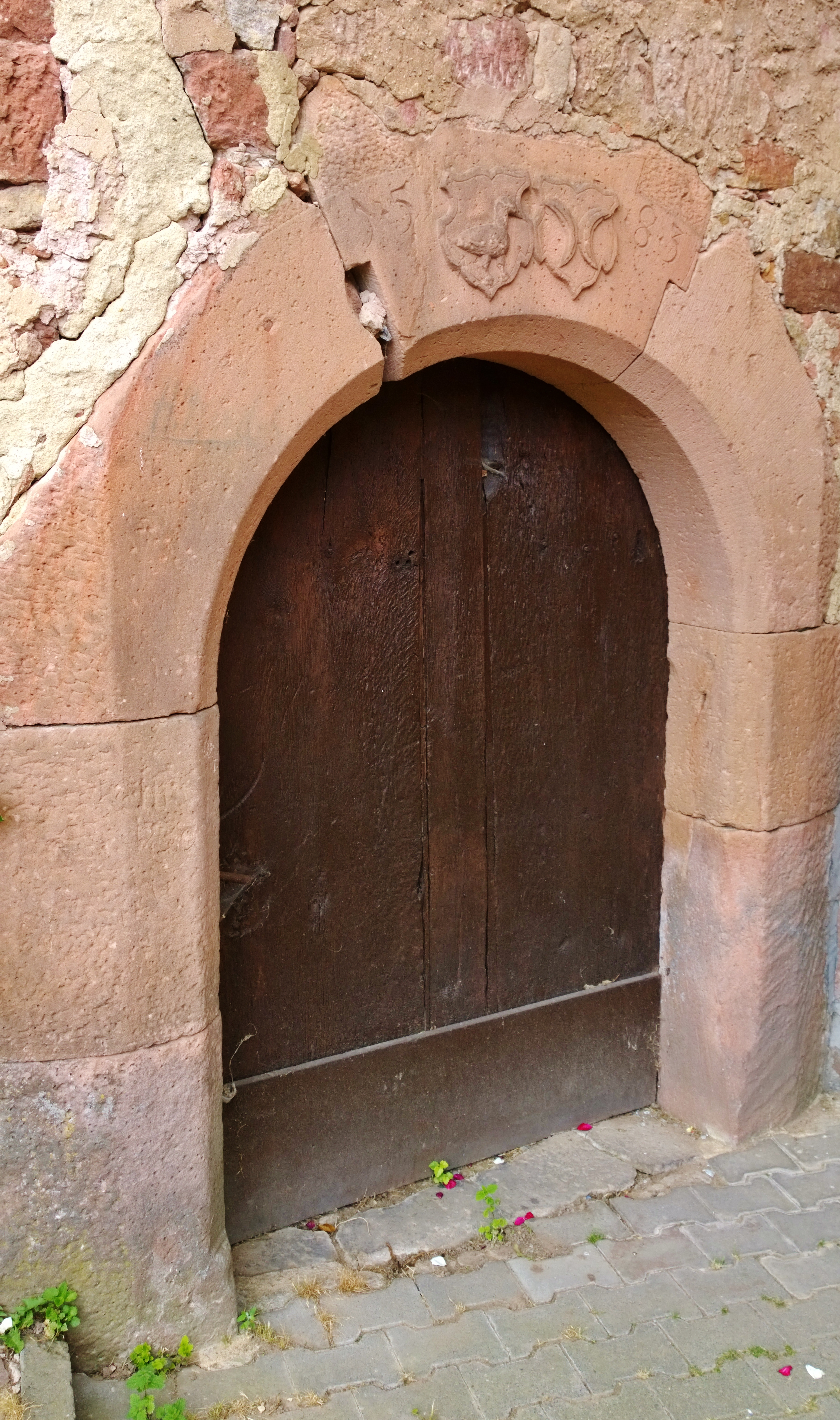
Tür mit Wappen

### Torturm
Der heute freistehende Torturm aus Bruchstein-Geschossen, um 1500 mit einer Fachwerk-Aufstockung und Giebel um 1600 versehen, war früher der Zugang zum umfriedeten Schlosshof und ist circa 10 Meter hoch. Auf seiner Eingangsseite erkennt man ein Doppelwappen, neben einer Narrenmaske ist nur noch das rechte Wappen der Gans von Otzberg erhalten. Es ist vermutlich das Allianzwappen von Dieter II. Gans von Otzberg, der zum ersten Mal den adligen Namen des Geschlechts trägt, und seiner Frau Magdalena von Helmstadt, die wohl auch für den Ausbau von Wohnbau und Torturm verantwortlich sind. Der spätgotische Torturm vermittelt mit seinen gebuckelten Eckquadern etwas von der Wehrhaftigkeit der ehemaligen kleinen Wasserburg.

Turm und Wappen
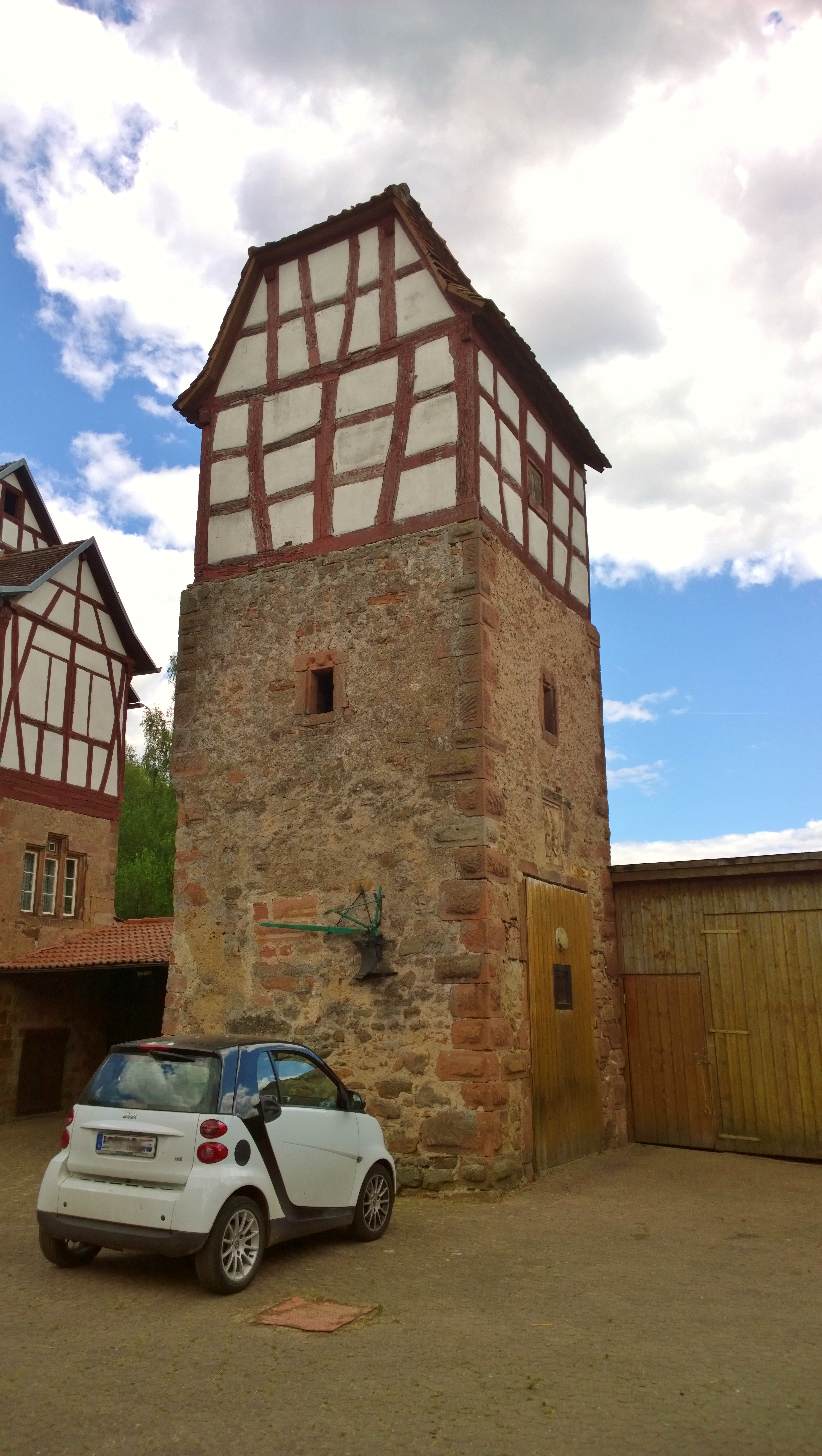
Der alte Torturm
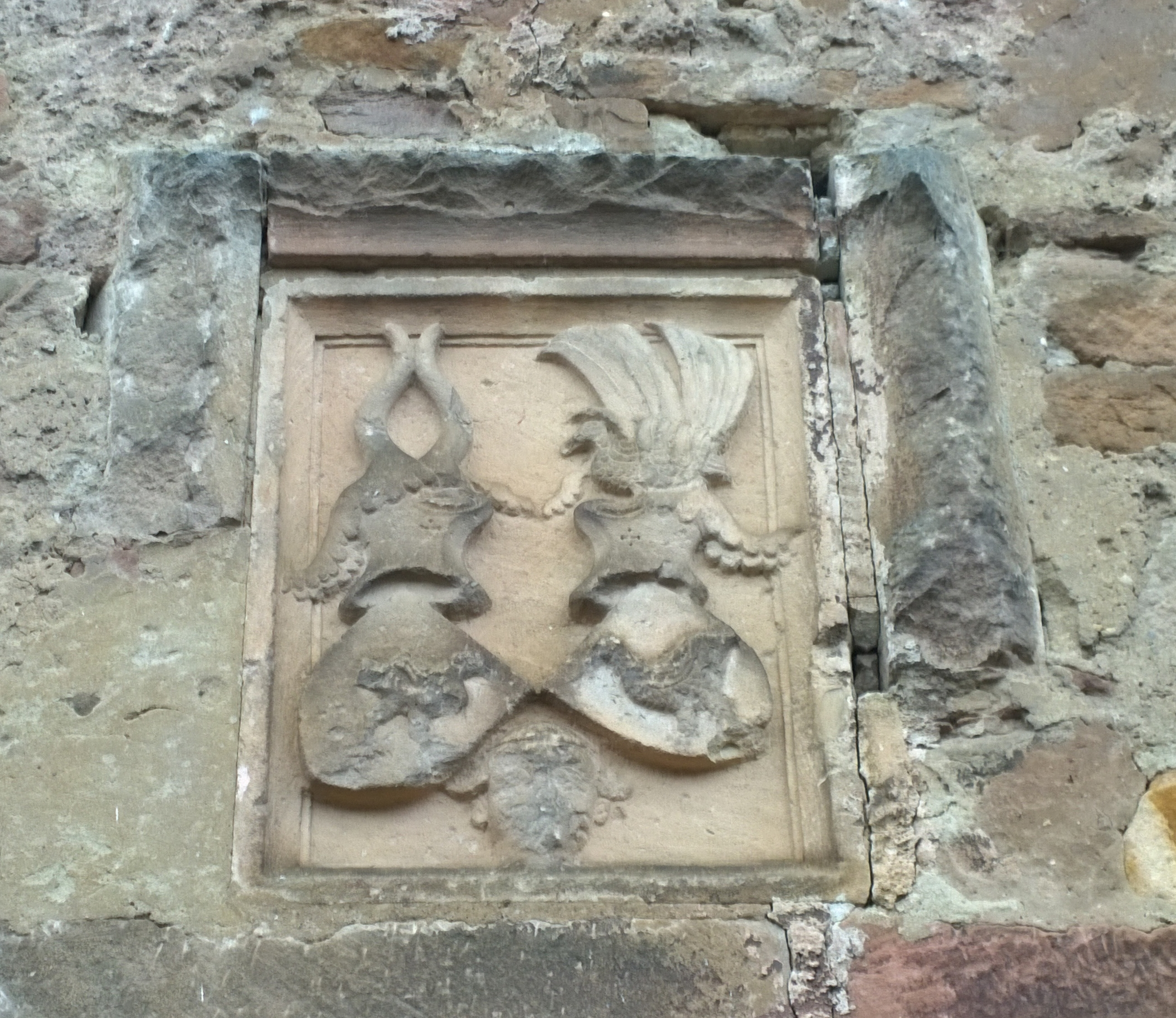
Allianzwappen
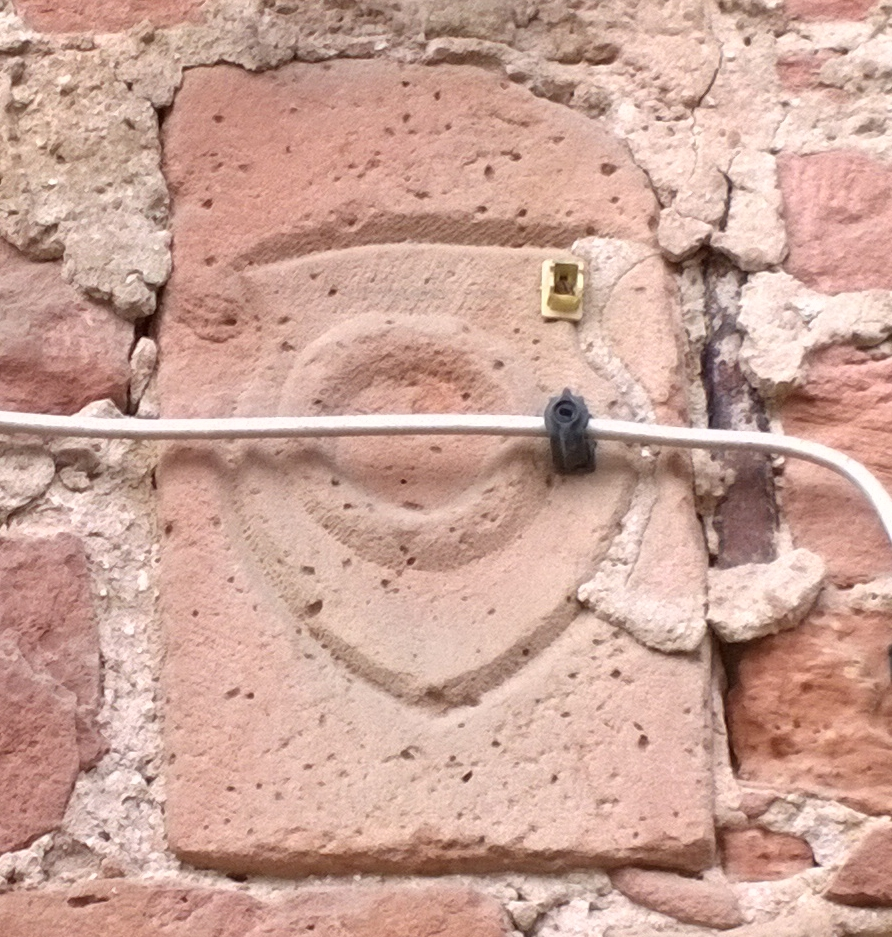
Wappen an der Scheune

An der, sich auf der anderen Seite des Innenhofes befindlichen Scheune, ist über dem kleinen Eingang ein Wappen derer von Bettendorff ohne Zier angebracht.